# Kapitány Ágnes és Kapitány Gábor
Kapitány Ágnes (Szentgotthárd, 1953. december 20. –) és Kapitány Gábor (Budapest, 1948. április 14. –) magyar szociológus, kulturális antropológus-házaspár. Műveiket együtt publikálják.
Kapitány Ágnes 1977-ben szerzett diplomát az ELTE BTK-n. Kapitány Gábor 1972-ben és 1973-ban szerezte diplomáit az ELTE BTK-n.

## Munkásságuk
1973 óta kutatnak és publikálnak együtt. 1973-tól a Művelődéskutató Intézet, majd 1992-től az MTA Szociológiai Intézet keretében, amelynek előbb tudományos főmunkatársai, 2004 óta tudományos tanácsadói. 2001 eleje óta a Magyar Iparművészeti Egyetem (Moholy Nagy Művészeti Egyetem) tanárai. Kandidátusi disszertációjukat 1984-ben, akadémiai doktori disszertációjukat 2004-ben védték meg. 2016-ban mindkettőjüket Széchenyi díjjal tüntették ki. 2022-ben megkapták a Kopp-Skrabski díjat, 2024-ben pedig a Moholy-Nagy Művészeti Egyetem mindkettőjüket Moholy-Nagy díjjal tüntette ki.
https://www.youtube.com/watch?v=CnjqNrM9V7c
https://drive.google.com/file/d/1ZjKrlVsuzZgcyMRWts1tT9dJo3HLKzK3/view
https://drive.google.com/file/d/1lMSqFNbTngJnMv9Kyc6x-ogihGZQK3b8/view
https://drive.google.com/file/d/1Apwho_9jQLXM__F5SV0UaxODu9FrHRfV/view
Csaknem harminc könyvük, és közel kétszáz egyéb tudományos publikációjuk jelent meg magyar, angol, német és francia nyelven.
Mindketten alapító tagjai a Magyar Kulturális Antropológiai Társaságának; alapító tagjai és (2009 óta) vezetőségi tagjai a Magyar Szemiotikai Társaságnak, tagjai az MTA Szemiotikai Munkabizottságának, az MTA Szociológiai Bizottságának és a Magyar Szociológiai Társaságnak. (Kapitány Gábor a MAKAT-nak több ízben alelnöke illetve választmányi tagja).

## Főbb kutatási területeik
értékszociológia, kultúrakutatás, kulturális antropológia, vizuális antropológia, szocio-szemiotika, mindennapi élet kultúrája, lakásmód, világkép változások, szimbolizáció, társadalomelmélet, ( alternatív) életstratégiák

## Családjuk
Két gyermekük van, Mihály (1981) vizuális kommunikáció tervezőművész és Máté Gergely (1986) pszichológus, addiktológus.

## Kutatástörténeti áttekintés
Közös pályájuk az esztétikai megismerésmód kutatásával és az oktathatóságát célzó kísérlettel indult. A kísérlet során olyan kérdésekbe ütköztek, amelyek további munkásságukat az értékrendszer-, és motivációbeli különbségek elemzése felé fordította. 1975-től dolgozták ki motivációelemzési módszerüket, amely az egyes emberi motivációk és beszédbeli megjelenési formáik közötti összefüggésen alapul. (Később kidolgozták és publikálták a motivációk vizuális megjelenésének elemzésmódját is). A módszert több könyvben is publikálták („Vonzalmaink és választásaink mélyszerkezete”, illetve „Rejtjelek”), a Magyar Televízióban 13 részes ismeretterjesztő sorozat készült belőle, amelyet eddig háromszor mutattak be.
Az értékek, értékrendszerek kutatása a 80-s évek során fő területükké vált. (Eredményeiket „A társadalmi formációk struktúrájának tükröződései a mai magyar társadalom értékrendszereiben” c, kandidátusi disszertációjukban, illetve „Értékrendszereink” c. könyvükben publikálták).
Érdeklődésük az értékkutatáson belül elsősorban és mindinkább a verbálisan nem explikálódó, szimbolikus mozzanatok felé fordult. 1980 és 1985 között nagy empirikus felmérést végeztek Győr Sopron és Békés megye intézményeiben, amelynek során elsősorban az épületek, mint látványok és az iskolai oktatás egyes elemeinek értékközvetítő hatásait vizsgálták. (E kutatás alapján írták „Intézménymimika” című könyvüket). A vizsgálatot – a változások megfigyelésére – 2005-ben megismételték Szombathelyen, Nyíregyházán és a két város agglomerációs övezetében. (Ebből készült az „Intézménymimika – 2” című könyv).
A rendszerváltás időszakában egyrészt megpróbálták megragadni azokat a szimbolikus magatartástípusokat, politikai szubkultúra-variációkat, amelyeket a változások felszínre hoztak („Szereposztás”, VITA, 1991), másrészt a politikai változásokban és a többpárti választásokon látványossá vált értékpluralizmust (e célból elemezték ezután egy longitudinális vizsgálat keretében minden parlamenti választási év kampányműsorainak értékvonatkozásait (Lásd: „Értékválasztás 1990”, ’94, ’98, 2002, 2006, 2010, 2014).
. 
A kilencvenes években az értékkutatások, a motivációkutatás és az ezekhez csatlakozott világképkutatás közös eleme, a szimbólum vált vizsgálataik alapjává, miközben a mindig is az értékszociológia, a tudásszociológia, a szociálpszichológia és a kultúraszociológia mezsgyéjén egyensúlyozó tevékenységük a szocio-szemiotikában és a kulturális antropológiában (annak is a saját kultúra kutatására szakosodó irányzatában) találta meg lehorgonyzási pontját. Eddigi kutatási eredményeiket ekkor kezdték el oktatni az ELTE BTK Kulturális Antropológiai Tanszékén. A saját társadalom kulturális antropológiájának oktatásához módszertani tankönyvet írtak és jelentettek meg 1995-ben „Rejtjelek 2” címmel, (beépítve abba eddigi érték-, és kultúraszociológiai kutatásaik eredményeit is; e könyv alapján is készült egy 13 részes sorozat, amelyet a Magyar Televízió 1996-ban mutatott be.). Ugyancsak tankönyvként használják „A tömegkommunikáció szimbolikus üzenetei” címmel, először 1998-ban megjelent kötetüket. A szimbólumkutatások illetve a szimbólumfogalom oktatási alkalmazásának megalapozására pedig, a különböző tudományterületeken folyó szimbólumkutatás kiemelkedő magyar képviselőinek bevonásával két interdiszciplináris kötetet szerkesztettek. („Jelbeszéd az életünk”. A szimbolizáció kutatásának története és kutatásának módszerei, illetve „Jelbeszéd az életünk – 2”).
A kilencvenes évek folyamán a társadalom legkülönfélébb szeleteiben vizsgálták a szimbolikus változásokat, s az évtized végén megkísérelték összefoglalni a kilencvenes évek legfontosabb világkép-változásait: ezeket az eredményeket „Látható és láthatatlan világok az ezredfordulón” című kötetükben tették közzé. Az ezredforduló után hasonló módon dolgozták fel a következő évtized jelenségeit is, s eredményeiket a két évtized világképeit együtt tartalmazó kötetben „Látható és láthatatlan világok az ezredfordulón – és utána”) publikálták.
1997 folyamán országos reprezentatív mintán az osztrák Österreichisches Ost-, und Südosteurope Institut-tal együttműködésben empirikus adatfelvételt végeztek a mindennapok nemzeti szimbólumainak feltárására (és az eredményeknek a hasonló osztrák kutatásokkal való összevetésére). Ezen eredmények „Magyarság-szimbólumok” címmel jelentek meg.
Rendszeresen publikálnak szocio-szemiotikai tanulmányokat a mindennapok egyes jelenségeinek szimbolikájáról, e tanulmányok gyűjteményes kiadása „A mindennapi élet jelrendszereiről”, illetve a „Symbolic Elements of Everyday Culture” című e-book.
„Beszélő házak” című könyvük a kilencvenes évek lakásainak szimbolikájáról szól, a Tárgyak szimbolikája pedig tárgyszimbolikai kutatásaikat foglalja össze.
„Alternatív életstratégiák” címmel publikálták azon kutatásuk eredményeit, amelynek során olyan emberekkel készítettek interjúkat, akik az individuális sikert és anyagi javakat középpontba állító mainstream-értékrendtől eltérő életeszményeket követnek életgyakorlatukban is.
2007-ben (a Kossuth kiadónál) jelent meg „Túlélési stratégiák (Társadalmi adaptációs módok)” című könyvük, amely első része egy tervezett trilógiának. Ez a kötet egy évtizedes kutatómunka eredménye, amelynek során részben interjúk, részben szakirodalom-feldolgozás és elemzés segítségével igyekeztek monografikusan körüljárni a társadalom adaptációs technikáit és ezek eszközeit, lehetőségeit, a különböző válsághelyzetekre adott válaszok típusait, és kísérletet tettek ezek alapján egy nem-individualista alapú etika levezetésére. E könyv folytatásaként jelent meg „A szellemi termelési mód” című társadalomelméleti könyvük amelyben egy alternatív társadalmi forma lehetőségét és a jelen társadalmának ennek irányába mutató jelenségeit járták körül. 2021-ben jelent meg A szimbolizáció. Hogyan cselekszünk szimbólumokkal? című monográfiájuk, a trilógia harmadik része, mely összegzést ad a szimbolizáció néhány elméleti kérdéséről, s egyben ezirányú kutatásaik összefoglalását is jelenti. Ugyanebben az évben ismételték meg kibővített formában Magyarság-szimbólum kutatásukat, reprezentatív anyaországi és határon túli magyar mintán. Ennek eredményei A mindennapi élet magyarság-szimbólumai című, 2023-ban megjelent kötet tartalmazza. A kötet egyúttal az identitás szimbolika mindennapi élethez kapcsolódó elemeiről is enciklopédia szerű áttekintést nyújt. Jelenleg folyamatban van a kötet angol nyelvű verziójának kiadása.
Több nemzetközi kutatásnak is résztvevői voltak. Többek között részt vettek a „Changes of National Identities in Connection with the EU-enlargement” illetve a „Cultural Patterns of EU-enlargment” című, osztrák-francia-svájci-szlovák-magyar-bolgár együttműködésben végzett kutatássorozatban. Több idegen nyelvű publikációjuk jelent meg nemzetközi szakfolyóiratokban, illetve német, osztrák, francia, svéd tanulmánykötetekben.

## Fontosabb publikációik

### Könyvek
- Értékrendszereink, (1983), Kossuth Könyvkiadó, Budapest ISBN 963 09 2142 1
- Vonzalmaink és választásaink mélyszerkezete, 1989, Kossuth, Budapest
- Rejtjelek, 1993, INTERART-Szorobán, Budapest
- Intézménymimika, 1989, VITA, Budapest
- Értékválasztás, 1990, Művelődéskutató Intézet, Budapest
- Szereposztás, 1991, VITA, Budapest
- Értékválasztás, 1994, F. Naumann Stiftung-Societas, Budapest
- Rejtjelek 2, 1995, Kossuth, Budapest
- Kultúrák találkozása – kultúraváltás, 1996, Savaria University Press, Szombathely
- Jelbeszéd az életünk. A szimbolizáció kutatásának története és kutatásának módszerei (szerk,) 1996, Osiris, Budapest
- Értékválasztás -1998. Új Mandátum Kiadó, Budapest
- A tömegkommunikáció szimbolikus üzenetei 1998, Dialóg Campus. Sajtóház kiadó, Budapest
- Magyarság-szimbólumok, 1999, Európai Folklór Központ (2002: harmadik, bővített kiadás), Budapest
- Látható és láthatatlan világok az ezredfordulón, 2000, Új Mandátum, Budapest
- Beszélő házak, 2000, Kossuth, Budapest
- Beszélő házak
- Jelbeszéd az életünk – 2 (szerk.), 2002, Osiris, Budapest
- Értékválasztás – 2002, 2003, Új Mandátum, Budapest
- Tárgyak szimbolikája, 2005, Új Mandátum, Budapest
- Intézménymimika – 2, 2006, Új Mandátum, Budapest
- Túlélési stratégiák (Társadalmi adaptációs módok) 2007, Kossuth, Budapest
- Látható és láthatatlan világok az ezredfordulón – és utána, 2013, Typotex, Budapest
- A szellemi termelési mód, 2013, Kossuth, Budapest
- A szellemi termelési mód, www.multimediaplaza.com
- A mindennapi élet jelrendszereiről, 2014, Loisir, Budapest*Alternatív életstratégiák, 2014, Typotex, Budapest
- Symbolic Elements of Everyday Culture (e-book). (Studies in Sociology), 2012, MTA TK SZI
- http://szociologia.tk.mta.hu/uploads/files/archive/st_soc_3_kapitany.pdf
- http://mek.oszk.hu
- A szimbolizáció. Hogyan cselekszünk szimbólumokkal, 2021. Ventus Commerce, Budapest
- A mindennapi élet magyarságszimbólumai, 2023. Magyar Néprajzi Társaság, Budapest

### Válogatott tanulmányok
- Stílus és személyiség, Valóság 1975/2 (78-87 pp)
- Néhány megjegyzés a nyelv és az esztétikum szerepéről a megismerésben. Magyar Filozófiai Szemle, 1978/3 (412-422 pp)
- Rendetlen értékek, értéktelen rendek, avagy: útelágazásnál, táblák nélkül. Mozgó Világ, 1978/2 (46-50 pp)
- Metamorphoses, A szocializmus alakulásának szakaszai, Mozgó Világ, 1983/1 (107-120 pp.)
- Értékek és lakások, Mozgó Világ, 1984/8 (61-77 pp.)
- A filozófia kategóriái a mindennapi gondolkodásban, In: S. Nagy Katalin /szerk./: A viselkedéskultúráról, Kossuth, 1984, (15-39 pp.)
- Felszentelt falak, (A kulturális intézmények látványainak összetevői), Medvetánc, 1987/3 (3-20 pp.)
- Ideológiakritikai vázlat I-II., Politika-Tudomány, 1988/3-4 (62-74 ill. 37-51 pp.)
- Politikai szimbólumok,] In: Magyarország politikai évkönyve, Ökonómiai Alapítvány, Economix RT, 1991. (234-241 pp.)
- Sikerfilmek világképe, Filmkultúra, 1995, júl.
- Kulturális-műveltségi blokkok a társadalomban, In: S. Nagy Katalin /szerk.:/ Józsa Péter Emlékkönyv, Magyar Szociológiai Társaság Művészetszociológiai Szakosztály + BME Szociológiai Tanszék, 1995. (97-106 pp.)
- Changing World-Views in Hungary 1945-1980, Journal of Popular Culture, 1996 (33-43 pp.)
- Du mode de production intellectuel, Theses. [In.: Utopie. Theologie de la liberation. Philosophie de l'émancipation. Congres Marx International. Presses Universitaires de France, Paris-Nanterre, 1996 (101-111 pp.)]
- Kultúrák találkozása – kultúraváltás In: Sík Endre-Tóth Judit /szerk.:/ Táborlakók, diaszpórák, politikák , MTA Politikai Tudományok Intézete, Nemzetközi Migráció Kutatócsoport Évkönyve, 1995. Bp. 1996. (67-90 pp.)
- Some Theses on "Kadarism", Eszmélet-Consciousness, 1997/november, különszám (pp. 117–138)
- A rajzfilm néhány alakváltozása, Jel-Kép, 1997/4. (39-46 pp.)
- Democratie et/ou humanisme en Europe de l’Est (In: Humanisme ou Barbarie /L’Europe face aux integrismes et aux nationalismes/, Espace de libertés, Édition du Centre d’Action Laïque, Bruxelles, 1997) (pp. 123–130)
- Systemwechsel und Symbolwechsel in Ungarn, 1989-1996. In: Symbole und Rituale des Politischen: Ost- und Westeuropa im Vergleich" Serie: "Historisch-Antropologische Studien", Peter Lang Verlag, Frankfurt/Main, 1998. (Hg: Andreas Pribersky und Berthold Unfried) (pp. 159–174)
- A Céh, Eszmélet, 39. (1998) (33-68 pp).
- Nemzeti és politikai szimbólumok változásai a 20. században, In: Voigt Vilmos – Balázs Géza (szerk.): A magyar jelrendszerek évszázadai, Magyar Szemiotikai Társaság, Bp. 1998. (121-150 pp.)
- Az utca beszéde és viszonya a legitimitáshoz In: Balázs Géza-Voigt Vilmos szerk.: Jeles jogok – jogos jelek /Nyelvi jogok-társadalmi konfliktusok/, Magyar Szemiotikai Társaság, Bp. 2000. (73-118 pp)
- Modern mitológiák, KÉK, 2000/4-2001/1 (127-145pp)
- Magyarságszimbólumok idegenforgalmi kiadványok tükrében, Jel-Kép, 2001/3, (51-71pp)
- Wie wir moderne Mythen am Institut für Kulturanthropologie der ELTE Budapest analysieren In: “Mythen, Riten, Simulakra. Semiotische Perspektiven – Myths, Rites, Simulacra. Semiotic Viewpoints. I-II.” Angewandte Semiotik 18/19. (Hg./Eds.: Jeff Bernard, Gloria Withalm) ÖGS (Österreichische Gesellschaft für Semiotik), Wien, 2001. (pp. 299–317)
- Kampány és értékek. A pártok arculatának dimenziói 2002 tavaszán, Politikatudományi Szemle 2002/3-4 (167–196 pp)
- Résztvevő megfigyelés a saját társadalomban – korszakok szimbolikája, In: Kapitány Ágnes-Kapitány Gábor szerk.: Jelbeszéd az életünk – 2 Osiris, Bp. 2002 (124-156 pp)
- A valóságshow szimbolikus üzenetei (Néhány szempont egy újabb médiajelenség elemzéséhez), KÉK 2003/1 (17-30 pp)
- Tárgyak szimbolikája, Jel-Kép 2003/2. (55-87 pp).
- Az EU-csatlakozás és a 2004. júniusi európai parlamenti választások szimbolikus és értéküzenetei, In: Sándor Péter – Vass László – Sándor Ágnes – Tolnai Ágnes: Magyarország Politikai Évkönyve, Demokrácia Kutatások Magyar Központja Közhasznú Alapítvány, Bp. 2005.
- A szemiotikai elemzés, mint szociokulturális változások jelzője, In: Balázs Géza – H. Varga Gyula – Veszelszki Ágnes (szerk.): A magyar szemiotika negyedfél évtized után, *Magyar Szemiotikai Társaság – Líceum kiadó, Bp – Eger, 2005. (24 – 43 pp).
- Értékválasztás, 2006. In: Magyarország Politikai Évkönyve, Demokrácia Kutatások Magyar Központja Közhasznú Alapítvány, 2007. )
- Symbols and communication of values in the accession to the EU (Hungary) Semiotica, (La sémiotique politique/Political semiotics, Special issue), Mouton de Gruyter, Vol. 159. 2006/1-4, (pp. 111–141).
- A szimbólum arcai. Jel-Kép, 2008/2, pp 63–73.
- Résztvevő megfigyelés a saját társadalomban – korszakok szimbolikája, In.: Kézdi Nagy Géza /szerk./ A magyar kulturális antropológia története, Nyitott Könyvműhely, Bp. 2008. pp. 369–410)
- Egészség – betegség, mint szimbolikus társadalmi konstrukció In.: Tarkó Klára – Barabás Katalin (szerk.): Egészségfejlesztés a tudományban (Szemelvények a Szegedi *Egészségfejlesztő Műhely hazai és nemzetközi tudományos munkáiból), Szegedi Egyetemi Kiadó – Juhász Gyula Felsőoktatási Kiadó, Szeged, 2008. pp. 219–233.
- Cultural Pattern of a Museum Guide (House of Terror, Budapest). In: Politics of Collective Memory (Cultural Patterns of Commemorative Practices in Post-War Europe). /Cultural Patterns of Politics, Volume I. /. (Eds.: Wachnich, Sophie, Lašticová, Barbara and Findor, Andrej) LIT Verlag, Wien – Berlin, 2008. (pp 123–141)
- Did the gods go crazy? Emergence and Symbols (a Few Laws in the Symbolism of Objects) Semiotica (Triple Special Issue (Semiotic Perspectives on Emergence; Semiotic and Narrative Studies in China; La Royaume des Signes ou la Recherche Sémiotique au Maroc). Mouton de Gruyter, Vol. 170, 2008/1/4. (pp. 97–123).
- The interiorization of social events and facts by means of symbols. In:Tarasti, Eero (ed): /ass. editors: Forsell, Paul, Littlefield, Richard/: Communication: Understanding/Misunderstanding. (Proceedings of the 9th Congress of the IASS/AIS – Helsinki-Imatra: 11-17 June, 2007.) Acta Semiotica Fennica XXXIV. International Semiotics Institute – Semiotic Society of Finland, Imatra, Helsinki, 2009. I.--III.} (pp. II/686-694.)
- Visual symbols of political system-change in Hungary. In:Tarasti, Eero (ed): /ass. editors: Forsell, Paul, Littlefield, Richard/: Communication: Understanding/Misunderstanding. (Proceedings of the 9th Congress of the IASS/AIS – Helsinki-Imatra: 11-17 June, 2007.) Acta Semiotica Fennica XXXIV. International Semiotics Institute – Semiotic Society of Finland, Imatra, Helsinki, 2009. I.--III.} (pp. II/695-706.)
- A kultúra változása – változások kultúrája In. Antalóczy Tímea – Füstös László – Hankiss Elemér /szerk./:˙(Vész) jelzések a kultúráról (Jelentés a magyar kultúra állapotáról, No. 1.), MTA PTI, Budapest, 2009, pp. (17 – 84)
- Néhány gondolat a tisztaság szimbolikájáról, In: Juhász Katalin /szerk/.: Tiszta sorok (Tanulmányok a tisztaságról és a tisztálkodásról), Documantatio Ethnographica 25., l’Harmattan – Angyalföldi Helytörténeti Gyűjtemény – MTA Néprajzi Kutatóintézete, Bp. 2009, pp. 17–47) (4. Negyedév)
- Az utazás mint szociális státuszbeli változás szemiotikai jelei, Jel-Kép, 2010/1-2 ,pp. 61–79.
- Utazás térben és időben, Magyar Lettre Internationale, 2010, nyár (77. Szám)
- Ikonikus fordulat, vagy valami más? Kultúra és Közösség, 2010/II. (IV. folyam I. évfolyam) pp 5–20.
- A gasztronómiai érdeklődés szociokulturális okai, szemiotikai jelei, Jel-Kép, 2011/1, pp. 55–82.
- Verseny. (A verseny néhány szociokulturális aspektusáról) Kultúra és Közösség 2011/1 (IV folyam II évfolyam), pp 5 –22
- Értékválasztás 2010. In: Magyarország Politikai évkönyve 2010-ről. Demokrácia Kutatások Magyar Központja Alapítvány, 2011, Digitális évkönyv)
- Globalisation and mode of habitation in Hungary In: Törnquist-Plewa, Barbara – Stala, Krzysztof (eds): Cultural Transformations after Communism (Central and Eastern Europe in Focus), Nordic Academic Press, Lund, 2011. (pp. 59–81)
- Konszenzusok és ambivalenciák. Reflexiók egy értékkutatás eredményeihez. Társadalomkutatás, XXX/3. szám. Akadémiai, Budapest, 2012. szeptember (pp. 199–223)
- A kultúra és az értékek szerepéről, In: Kovách Imre – Dupcsik Csaba – P. Tóth Tamás – Takács Judit (szerk.) (2012): Társadalmi integráció a jelenkori Magyarországon, Argumentum – MTA Társadalomtudományi Kutatóközpont Szociológiai Intézet, Budapest, pp. 83–99
- Identitások és határelmosódások.
- A modern mitológiák elemzésének kérdései, Replika, 2012/3 (80. szám), pp 9–27 (megjelent: 2013)
- Archaikus tudatformák és testképek a mai magyar társadalomban, Magyar Lettre, 2013/nyár, pp 67–71.
- Értékválasztás 2014. Studies in Political Science 2014/
- Alternatív életstratégiák – „élettanulságok” 2014,
- A polgárosodás és individualizáció jelei az ezredfordulón a lakásmód és tárgykultúra változásainak tükrében, Korunk, III. folyam, 2014/2, pp 36–46
- Symbols and Values of EP-election Campaigns in Hungary, In: Gyarfasova, Olga, Liebhart, Karin (eds.): Constructing and Communicating Europe, (Cultural Patterns of Politics, Vol. 3.). LIT Verlag, Zürich-Berlin, 2014 (pp 81–97)
- The semiotic dimensions of vertical social (self)classification, Semiotica, Mouton de Gruyter, Vol. 2015, Issue 205. (Jun 2015), (pp. 243–260). (Online: 05/19/2015)
- Problems of Individualization in the Everyday Culture of Eastern Europe, Acta Universitatis Sapientiae, Social Analysis,Vol 4. No 1-2, 2014 (megjelent: 2015) pp 55–71.
- Az ember és a táj szemiotikája, In: Balázs Géza – Pölcz Ádám (szerk.): Tájszemiotika, Magyar Szemiotikai Társaság, Budapest, 2015, pp. 11–32;
- A modern mitológiák szemiotikájához. In: Hubbes László – Povedák István (szerk.): Már a múlt sem a régi (Az új magyar mitológia multidiszciplináris elemzése, MTA-SZTE Vallási Kultúrakutató csoport – MAKAT Modern Mitológiakutató Műhely; Szeged, 2015 (A vallási kultúrakutatás könyvei 18. MAKAT – Modern Mitológiakutató Műhely Könyvek 1.) pp. 40–61.
- A szimbólumok és a szimbolizáció kérdései a kulturális antropológiában I., Antroport.hu, 2016. március , ,
- A szimbólumok és a szimbolizáció kérdései a kulturális antropológiában II. (Bachofentől Sperberig), Antroport.hu, 2016. március , ,
- A szimbólumok és a szimbolizáció kérdései a kulturális antropológiában III. (A szimbolikus antropológia és a szimbolizáció), Antroport.hu, 2016. március,
- A szimbólumok és a szimbolizáció kérdései a kulturális antropológiában III. (A szimbolikus antropológia és a szimbolizáció), Antroport.hu, 2016. március,
- Alternatív életstratégiák értékvonatkozásai és azok integratív szerepe socio.hu 2016/1 pp 1–26

### Életútinterjú és hommage-kötetek
- Fiáth Titanilla – Nikitscher Péter: Interjú Kapitány Gáborral. In: Bali János – Fiáth Titanilla – Nikitscher Péter – Szász Antónia (szerk.): A kultúra kódjai (A 60 éves Kapitány Gábor köszöntése), MOME, Bp. 2008. pp. 5–31.
- Szász Antónia-Kirzsa Fruzsina (szerk.): A kultúra rejtelmei (Kapitány Ágnes köszöntése) MAKAT-l’Harmattan, Bp. 2013.
- Antalóczy Tímea-Povedák István (szerk.): Mítoszok, Szimbólumok, Kapcsolatok, (Kapitány 70), MOME–MAKAT Modern Mitológiakutató Műhely, Bp. 2024 
  - https://www.youtube.com/watch?v=39nwmuZi7Mg
  - https://szociologia.tk.hu/hirek/2024/03/velemenyeken-tul-podcast

## Kapitány Gábor író, költő; eddig megjelent szépirodalmi könyvei
- Tizenkét evangélium (regény) GeneralPress, 2002
- Hótűznéző (versek) Napkút, 2013
- Álommalom (regény) Gondolat, 2014
- Burokversek, Napkút, 2017
- Mozart d-moll zongoraverseny, Gondolat,2017
- A nagy-nagy háború, Gondolat, 2019,
- Karének szólóban, Napkút, 2023
- Három triptichon, Gondolat, 2023